# Antoine Westermann
Pour les articles homonymes, voir Westermann.
Antoine Westermann, né le 4 avril 1946 à Wissembourg dans le Bas-Rhin, est un chef cuisinier français.
Il a obtenu trois étoiles au Guide Michelin pour son restaurant à Strasbourg Le Buerehiese, qui a ensuite été repris  par son fils Eric.

## Biographie
Il naît et grandit à Wissembourg en Alsace,. Son père, un peintre, est aussi un passionné de cuisine, et prépare les repas familiaux les weekends. Dès l'âge de 10 ans, Antoine Westermann se sent une vocation et veut devenir cuisinier. Ainsi, à l'âge de 14 ans, il devient apprenti au Buffet de la gare de Strasbourg, et fait  des études de cuisine à l'école hôtelière de Strasbourg. Après avoir obtenu son certificat d'aptitude professionnelle (CAP), il tente de devenir employé dans diverses grandes maisons, mais sans succès. Il se fait alors engager au Buffet de la gare, puis travaille successivement dans plusieurs établissements, pendant sept ans. En 1969, à 23 ans, il achète avec l'aide financière de son père Le Buerehiesel, un bistrot à Strasbourg,.

### 1969 - 2007, chef au Buerehiesel
Entre 1969 et 2007, il est chef-cuisinier et propriétaire du Buerehiesel, un bâtiment du XVIIe siècle situé dans le parc de l'Orangerie à Strasbourg.
A 29 ans, en 1975, il obtient sa première étoile au guide Michelin. En 1976, il est récompensé d’une Clé d’or Gault Millau, et 2 toques Gault Millau. A 38 ans, en 1984, il obtient sa 2ème étoile au guide Michelin. En 1992, il acquiert sa cinquième toque au guide Gault et Millau, soit la note de 19/20. A 48 ans, en 1994, il obtient la troisième étoile au guide Michelin.
Selon Slate, son enseigne rivalise en Alsace avec celle de Émile Jung, ainsi que celle de Marc et Paul Haeberlin.
En 2007, il lègue son restaurant à son fils Eric, qui travaillait à ses côtés depuis 2001.
Avant de se retirer, il demande d'abord au guide Michelin de lui retirer ses trois étoiles. Il affirme qu'il ne veut pas que son fils travaille sous pression. Son fils déclare que le restaurant déclinait depuis déjà trois années et qu'un restaurant trois étoiles indépendant en province n’est selon lui pas économiquement viable : « il faut mettre tellement de moyens en œuvre qu’il n’y a pas de retour sur investissement. »
Antoine Westermann affirme que sa rupture avec les étoiles du guide Michelin a été le fruit d'une longue réflexion, et il déclare : « Je voulais être libre en cuisine et souhaitais faire plaisir à mes clients plus qu'aux guides. On peut préparer une excellente cuisine sans étoile, proposer de super plats moins chers, et ainsi les rendre plus accessibles. ».

### Autres activités et autres restaurants
A la fin des années 1990, il participe à l'ouverture du restaurant Fortaleza do Guincho à Cascais, au nord de Lisbonne au Portugal. Il conseille Vincent Farges, qui dirige l'établissement,.
Entre 2003 et 2017, il est propriétaire d'un bistro à Paris, « Mon Vieil Ami », dont il confie la cuisine à son bras droit Anthony Clémot. Ce dernier, selon Slate, « applique des tarifs humains » à ses pâtés en croûte et autres poitrines de veau farcies,,. Selon Le Parisien, le bistrot devient réputé pour ses légumes. En 2016, le bistrot a un chiffres d'affaires de 600 000 euros. Le bistrot ferme en 2017, remplacé par un marchand de glace. Antony Clémot, directeur associé des restaurants d'Antoine Westermann, déclare que le bistrot a perdu 15 % de chiffre d'affaires entre 2015 et 2016 à cause des attentats.
Entre 2005 et 2018, il est propriétaire du restaurant Drouant, où chaque année sont proclamés les lauréats des prix Goncourt et Renaudot. Avant qu'il n'en devienne acquéreur, le restaurant perd un million d'euros par an, mais il le redresse et le ramène à l'équilibre financier,. Il place son bras droit Anthony Clémot au poste de chef et directeur de Drouant, et il crée des recettes revisitant des classiques de la cuisine française, comme la bouchée à la reine, ou le pâté en croûte. En 2015, sa recette du pot-au-feu est classée première au palmarès des meilleurs pot-au-feu de Paris du Figaro. En 2009, le restaurant emploie 50 personnes, sert jusqu'à 290 couverts par jour, et réalise un chiffre d'affaires de 5,5 millions d'euros par an. Antoine Westermann vend le restaurant en mars 2018 au groupe familial Gardinier & fils,.
En 2012, il ouvre le bistrot Coq Rico sur la butte Montmartre et y privilégie les volailles,. Le sous-titre du bistrot est : « Le bistrot des belles volailles ». Sur la carte des plats sont indiqués les noms de race des volailles ainsi que l'endroit en France où elles ont été élevées,. En 2018, le Coq Rico est classé premier au palmarès du Figaro des « meilleurs poulets rôtis de Paris », et entre dans le « top 5 » du poulet rôti du journal L'Express.
En 2013, il ouvre La Dégustation, un bar à champagnes,.
En 2016, après un an et demi et 600 000 dollars de travaux financés par son ami et partenaire alsacien Francis Staub, il ouvre un second Coq Rico, au coeur de Manhattan à New-York, entre la Cinquième Avenue et Park Avenue, juste à côté de la maison natale de Theodore Roosevelt. Antoine Westermann décide de proposer à sa clientèle américaine des volailles de races anciennes,. Il a d'abord travaillé pendant deux ans pour choisir ses producteurs américains de volaille, bénéficiant de l'appui et du réseau d'Ariane Daguin, implantée aux Etats-Unis depuis 1977, et qui peut lui procurer notamment des poules de race Brune Landaise, une race autrefois élevée par les Amish de Pennsylvanie, et la race Plymouth Rock. Le réseau d'Ariane Daguin lui permet aussi d'être en contact avec des fermiers travaillant dans le cadre de la défense de l'environnement et du bien-être animal. Leurs poules sont élevées en plein air et ont ainsi accès à une nourriture variée. Le New York Times écrit : « Chez Westermann, les volailles ont un pedigree ».
En 2016, le New York Times classe le Coq Rico dans ses 10 meilleurs restaurants de l'année. Le journal indique que le plat phare du Coq Rico est le poulet rôti et que le « secret » d'Antoine Westermann « est d'acheter des races anciennes élevées par des agriculteurs qui les laissent se nourrir et mûrir plus longtemps que d'habitude », ce qui explique la saveur de sa viande. Lorsque la viande est servie au Coq Rico, l'âge de la bête est annoncé, par exemple 90 jours pour le poulet de race Plymouth Rock et 110 jours pour la race Brune Landaise. Le journal rapporte que, si Antoine Westermann passe la moitié de son temps en France, il est aussi personnellement présent dans le Coq Rico,.
En août 2018, Antoine Westermann est soudainement révoqué de ses fonctions par son associé et actionnaire principal du Coq Rico, Francis Staub. Un communiqué de l'agence de communication chargée des intérêts d'Antoine Westermann affirme que Francis Staub a souhaité se séparer du chef cuisinier pour « accélérer le remboursement de la dette ».
En 2021, le Coq Rico de Paris prend pour nom Coq & fils.

## Les établissements

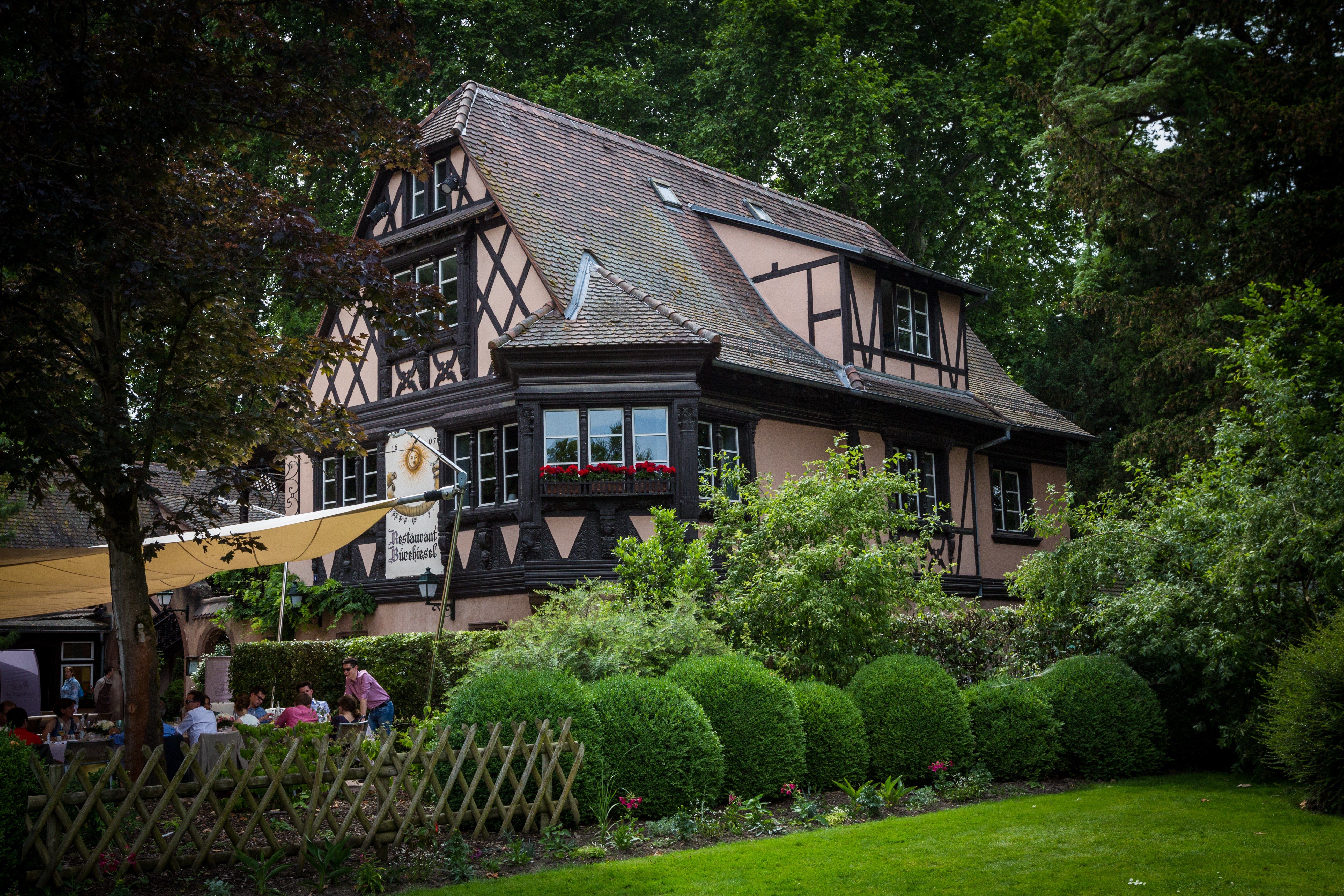
Le Buerehiesel à Strasbourg

### En France
- 1969-2007 : Le Buerehiesel : Restaurant Gastronomique 3 étoiles au Guide Michelin - 4 parc de l'Orangerie, 67000 Strasbourg
- 2003-2016 : Mon Vieil Ami - 69 rue Saint Louis en l'île, 75004 Paris
- 2006-2018 : Le Drouant par Antoine Westermann - 16-18 place Gaillon, 75002 Paris
- 2012 : Le Coq Rico : Bistro de Belles Volailles - 98 rue Lepic, 75018 Paris dans le quartier du Sacré Cœur à Montmartre
- 2013-2017 : La Dégustation : Bar à champagnes et dégustation- 93 rue Lepic, 75018 Paris

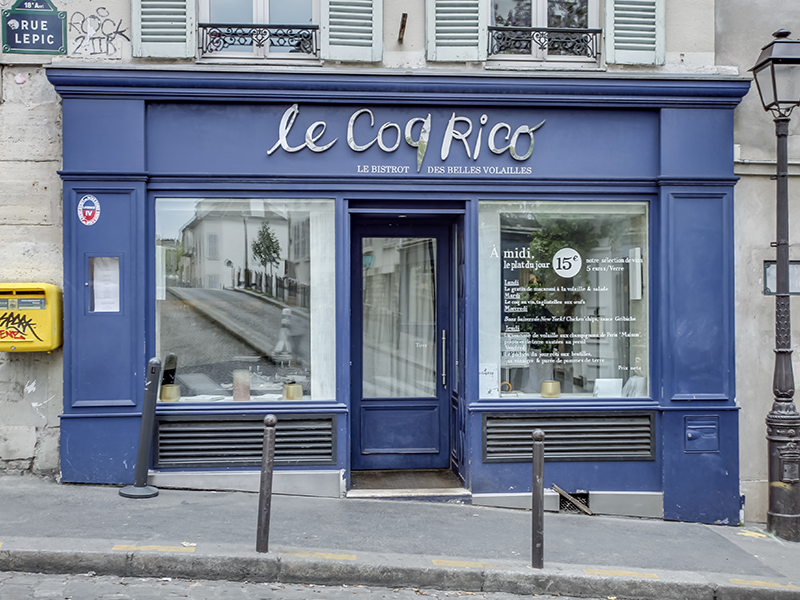
Le Coq Rico à Paris

### À l’étranger

#### États-Unis
- 2002-2005 : Restaurant Café 15 du Sofitel Washington DC Lafayette Square à Washighton DC[32] ;
- 2006-2013 : Le Café du Parc sur Pennsylvania Avenue à Washighton DC[33],[4] ;
- 2016-2018 : Le Coq Rico à New York Bistro dédiée à la volaille issue de l'agriculture raisonnée de Pennsylvanie et de la Vallée de l'Hudson - 30 E 20th Street - 10003 New York.

#### Portugal
- 1998-2016 : Fortaleza do Guincho à Cascais
- 2007-2012 : Restaurant de l'Hôtel The Vine, "UVA" à Funchal sur l'île de Madère[4].

#### Autriche
- 2011-2014 : Le Loft à Vienne[4].

### Les recettes emblématique d'Antoine Westermann
- La poularde de Bresse cuite en Baekeofe, aux pommes de terre Bintje, artichauts, citron confit, romarin et Riesling[34],[35],[36],[5],[9] ;
- Le pâté en croûte[5],[37] ;
- Les Schniederspaetle et  cuisses de grenouille poêlées au cerfeuil[36],[35],[5] ;
- La Brioche à la Bière[35] ;
- La terrine et pickles de légumes associée aux cromesquis de volaille accompagné d’épices douces, dip au fromage blanc, graines de nigel et sésame[38].

## Publications
Biographie
- Le coq Rico, la cuisine des belles volailles d'Antoine Westermann[39], photographies de Marie-Pierre Morel, illustrations de Shane & Christophe Meyer - Éditions Marabout, 2013  (ISBN 978-2-501-08204-4)
- La cuisine de Monsieur Momo"[40] par Maurice Joyant et Henri de Toulouse-Lautrec, recettes d'Antoine Westermann, préface de Pascal Ory - Éditions Menu Fretin, 2011  (ISBN 9782917008331)
- Cuisine-moi des étoiles" par Jean Orizet et Antoine Westermann - Éditions Le Cherche midi, 2009  (ISBN 978-2-7491-1070-7)
- La cuisine ménagère d'un grand chef d'Antoine Westermann, Préface de Philippe Gildas - Éditions Minerva, 1999  (ISBN 2830705394)
- L'Alsace des saveurs retrouvées[41] d'Antoine Westermann, Andréa Zana-Murat - Éditions Albin Michel, 1998  (ISBN 2-226-08792-3)

Ouvrages de chefs
- Burger de chefs[42], photographies de Marie-Pierre Morel, illustrations de Shane & Christophe Meyer - Éditions Marabout pages 192 à 194 : Poultry Burger et Strass'Burger, 2014  (ISBN 978-2-03-590461-4)
- Le nouvel art culinaire français[43] - Éditions Flammarion, 2012  (ISBN 9782081272514)
- Les 100 mots de la gastronomie d'Alain Bauer & Laurent Plantier - Éditions Que sais-je ?, 2010  (ISBN 978-2-13-058504-6)
- Trois étoiles au Michelin : une histoire de la haute gastronomie française et européenne de Jean-François Mesplède, préface d'Alain Ducasse - Éditions Gründ, 2004  (ISBN 2700024680)
- La haute cuisine française, les recettes emblématiques des grands chefs du monde par Nicolas de Rabaudy, Préface d'Antoine Westermann, illustrations de Sandrine Courau et Reno Marca - Éditions Minerva, 2001  (ISBN 2830705408)

## Les chefs issus de sa cuisine
- Enrico Crippa, Chef 3 étoiles en Italie[44] ;
- Frédéric Crochet[45],[46] ;
- Valère Diochet (a travaillé « quatorze années comme second au Buerehiesel, où il a aidé Antoine Westermann à gagner sa troisième étoile »[47],[48]) ;
- Vincent Farges (Chef de l'avenir 2013 par l'Académie Internationale de la gastronomie)[49],[50],[51],[52] ;
- Thomas Faudry (chef exécutif du restaurant "UVA" à Funchal sur l'île de Madère, restaurant ouvert avec l'aide de Westermann)[53] ;
- Alain Kleinbeck[54] ;
- Emmanuel Lambelin[55] ;
- Hubert Maetz (Chef étoilé à Rosheim[56]) ;
- Philippe Piel (ancien chef exécutif du Restaurant de l'Hôtel « Sofitel Lafayette Square » à Washighton DC[57]) ;
- Éric Pras (Chef 3 étoiles à Chagny[58]) ;
- Christian Sinicropi (Chef 2 étoiles à "La Palme d'Or" à Cannes[59])
- Vincent Thierry (Chef 3 étoiles[60]).